# Sueño de ti
«Sueño de ti» es el segundo sencillo del cuarto álbum de estudio Prisma, de la banda mexicana Motel.

## Información
El sencillo cuenta con la colaboración de la cantante mexicana Belinda y el rapero Milkman.

"Ella tiene un tono de voz muy inusual, además es nuestra amiga. Belinda aceptó de inmediato y definitivamente a la hora de realizar el video su belleza cautivó."
Rodrigo Dávila

## Video
El video fue dirigido por Sergio Granados y Pablo Dávila (hermano de Rodrigo, de Motel), el cual muestra juegos de luz y sombras espectaculares además de una excelente fotografía. Contó con la participación del rapero Milkman y la cantante mexicana Belinda, quien tenía aires de gitana, religiosa, e incluso una diosa, luciendo dos outfits de inspiración bizantina, con valor de más de 1 millón de pesos, de la marca Dolce & Gabbana, contando con la colaboración del diseñador de Lady Gaga, Assaad Awad. Mientras que el grupo conformado por Guillermo "Billy" Méndez y Rodrigo Dávila Chapoy lucieron trajes oscuros, playeras blancas y chamarras de cuero.

"Buscamos un look más gótico, bizantino, que mostrara que siempre estamos proponiendo. Me encanta ser diferente, no importa lo arriesgado que sea. Cuando haces algo distinto no sólo te quitas el miedo, sino que también se lo quitas a los demás de ser como todos."
Belinda (Periódico Reforma)

Se logran ver escenas en las que Belinda interactúa en un plan más íntimo con Billy (guitarrista de la banda), mientras que Rodrigo y Milkman aparecen cada quien en su plano individual.
El video lírico fue lanzado el 31 de octubre de 2013 en la cuenta oficial de la banda en YouTube. Mientras que el video oficial fue estrenado en la cuenta oficial en VEVO el 23 de diciembre de 2013, y puesto a la venta en iTunes el mismo día.

## Posicionamiento
| Región      | Organismo   | Lista                  | Mejor posición |
| 2013 - 2014 | 2013 - 2014 | 2013 - 2014            | 2013 - 2014    |
| ----------- | ----------- | ---------------------- | -------------- |
| México      | Billboard   | México Español Airplay | 18             |

## Historial de lanzamiento
| Región | Fecha                    | Formato        | Discográfica                              |
| ------ | ------------------------ | -------------- | ----------------------------------------- |
|        | 16 de septiembre de 2013 | Radio premiere | Universal Music México EMI Latin Fonovisa |